# 부쿱 카킥스
부쿱 카킥스(키체어: Vucub Caquix)란 마야 신화에서 우나푸와 이슈발랑케 쌍둥이 신에게 퇴치당하는 새[鳥] 악마의 이름이다. 부쿱 카킥스 퇴치 신화는 18세기 문서인 포폴 부에 보존되어 있다. 이 신화는 적어도 기원후 200년 이전, 고전 시대 후기부터 회자된 것으로 보인다.